# ビッグウォール・クライミング
ビッグウォール・クライミング（Big Wall Climbing）は、ビッグウォール（はっきりとした定義は無いが、主に高さ1,000m以上の岩壁）をクライミングすること。

## 概要
クライマーが長いマルチピッチルートを登るタイプのロッククライミングであり、通常、クライミングを完了するのに一日以上かかる。登攀に際しては卓越した技術を要する。
ビッグウォールルートでは、クライミングチームは、ポータレッジや運搬装置を使用してルート上に滞在する必要がある。 

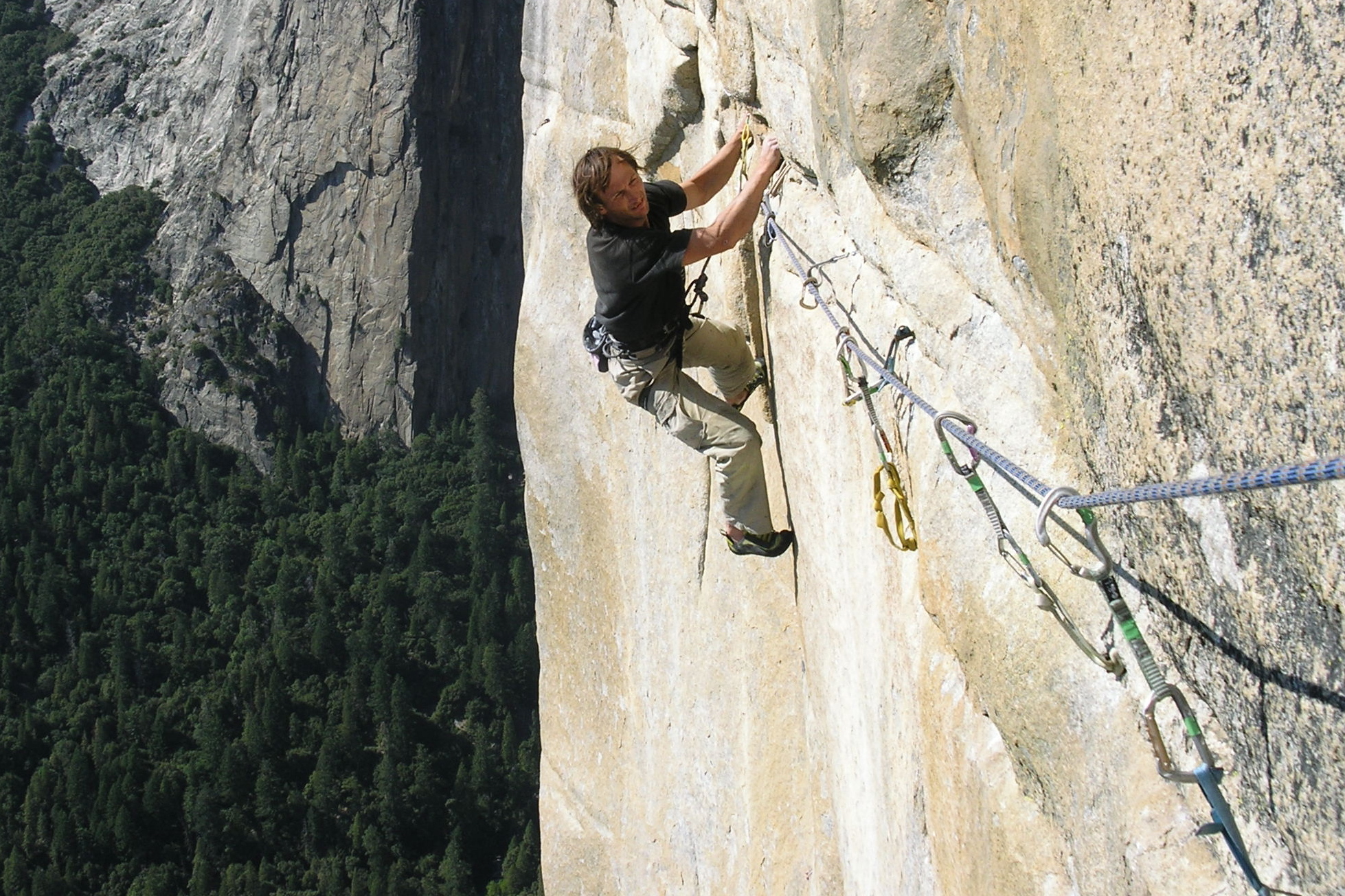
ヨセミテのビッグウォールクライミング

数日かけて登る際は、休息、休眠をとるために、ポータレッジを使用するのが一般的である。
トレーニングは小さな亀裂があり、棚がほとんど無く、背の高い、またはより垂直な面でなされる。

## 世界の主なビッグウォール
- ローツェ・南壁（高さ3,300m）
- チョ・オユー・南西壁（高さ2,000m）
- アイガー・北壁（高さ1,800m）
- ハーフドーム（ヨセミテ）（高さ1,500m）
- トール山・西壁（高さ1,250m）
- エル・キャピタン (ヨセミテ)（高さ1,000m）
- トランゴ・タワーズ